# Écoquenéauville
Écoquenéauville ist eine Ortschaft und eine Commune déléguée in der französischen Gemeinde Sainte-Mère-Église mit 94 Einwohnern (Stand 1. Januar 2022) im Département Manche in der Region Normandie.

## Geografie
Der Ort liegt im Cotentin, 2,5 Kilometer südöstlich von Sainte-Mère-Église, 8 Kilometer westlich von Utah Beach und 12 Kilometer nordwestlich von Carentan an der Europastraße 3 und der D67 im Regionalen Naturpark Marais du Cotentin et du Bessin.

## Geschichte
1793 erhielt Écoquenéauville im Zuge der Französischen Revolution (1789–1799) den Status einer Gemeinde (als Ecoqueneanville) und 1801 das Recht auf kommunale Selbstverwaltung (als Leoqueneauville). 1972 wurden Écoquenéauville und Sébeville von Turqueville eingemeindet. Die neu entstandene Gemeinde nannte sich Criqueville-au-Plain. Schon 1979 trennten sich Écoquenéauville und Sébeville von Turqueville und wurden wieder eigenständige Gemeinden.
Mit Wirkung vom 1. Januar 2016 wurden die früheren Gemeinden Beuzeville-au-Plain, Chef-du-Pont, Écoquenéauville und Foucarville mit der Gemeinde Sainte-Mère-Église fusioniert und damit eine Commune nouvelle dieses Namens geschaffen. Die Gemeinde Écoquenéauville gehörte zum Arrondissement Cherbourg und zum Kanton Sainte-Mère-Église.
| Jahr      | 1793 | 1806 | 1866 | 1911 | 1931 | 1968 | 1982 | 1990 | 1999 | 2006 |
| --------- | ---- | ---- | ---- | ---- | ---- | ---- | ---- | ---- | ---- | ---- |
| Einwohner | 182  | 242  | 187  | 127  | 84   | 87   | 68   | 55   | 68   | 69   |

Von 1793 bis 1806 nahm die Bevölkerungszahl zu, sie erreichte 1806 ihren Höchststand von 242 Einwohnern. Danach nahm die Einwohnerzahl bis 1990 ab.

## Sehenswürdigkeiten
Im Weiler Le Grand Hameau steht ein Bauernhof aus dem 16. Jahrhundert, mit Stallungen, die 1736 erbaut wurden. Der Backofen wurde 1761 gebaut und eine Sonnenuhr trägt die Jahreszahl 1762. 1769 wurde das Hauptgebäude vergrößert.
Die Kirche Saint-Laurent stammt aus dem 14. Jahrhundert. Sie wurde anstelle eines Gebäudes aus dem 12. Jahrhundert erbaut, dessen Fundamente es teilweise benutzt, außerdem stammen Teile der Westfassade aus der älteren Kirche. Der Glockenturm wurde 1761 vergrößert. In der Kirche befindet sich eine bemalte Statue der Jungfrau mit dem Kinde aus dem letzten Viertel des 14. Jahrhunderts. Sie wurde 1981 als Monument historique (historisches Denkmal) klassifiziert. Die Glocke Françoise-Barbe wurde 1737 gegossen. Gestiftet wurde sie vom damaligen Seigneur des Ortes Bernard François Cadot, Marquis von Sébeville, Écoquenéauville, Boutteville, Andoville, Ritter des Ordre royal et militaire de Saint-Louis, und seiner Ehefrau, Dame Barbe Auzeray de Courvadon.